# Uvaria eucincta
Uvaria eucincta este o specie de plante angiosperme din genul Uvaria, familia Annonaceae, descrisă de Richard Henry Beddome și Stephen Troyte Dunn. Conform Catalogue of Life specia Uvaria eucincta nu are subspecii cunoscute.